# Harry Clarke
Harry Patrick Clarke (Dublín, 17 de març de 1889 - Coira, 6 de gener de 1931) va ser un il·lustrador i vitraller irlandès. Va ser una de les figures destacades de l'escola Arts aplicades (Arts and Crafts) de les Illes Britàniques. La seva obra mostra l'influx del modernisme i de l'incipient art déco; i, en concret pel que fa al que es refereix als vitralls, el del simbolisme.

## Família
L'artesà de Leeds Joshua Clarke, que s'ocupava de feines de restauració a les esglésies i de l'elaboració de vitralls, es va traslladar el 1887 a Dublín per motius de treball. La seva esposa, Bridget, portaria al món al seu fill Walter l'any següent; i, just un any més tard, a Harry. La família es completava amb les filles: Dolly i Kathleen.
El 1892, Joshua va destinar a taller part de la casa que habitaven, al número 33 del carrer North Fredrick, i així va obrir un negoci propi.

## Aprenentatge

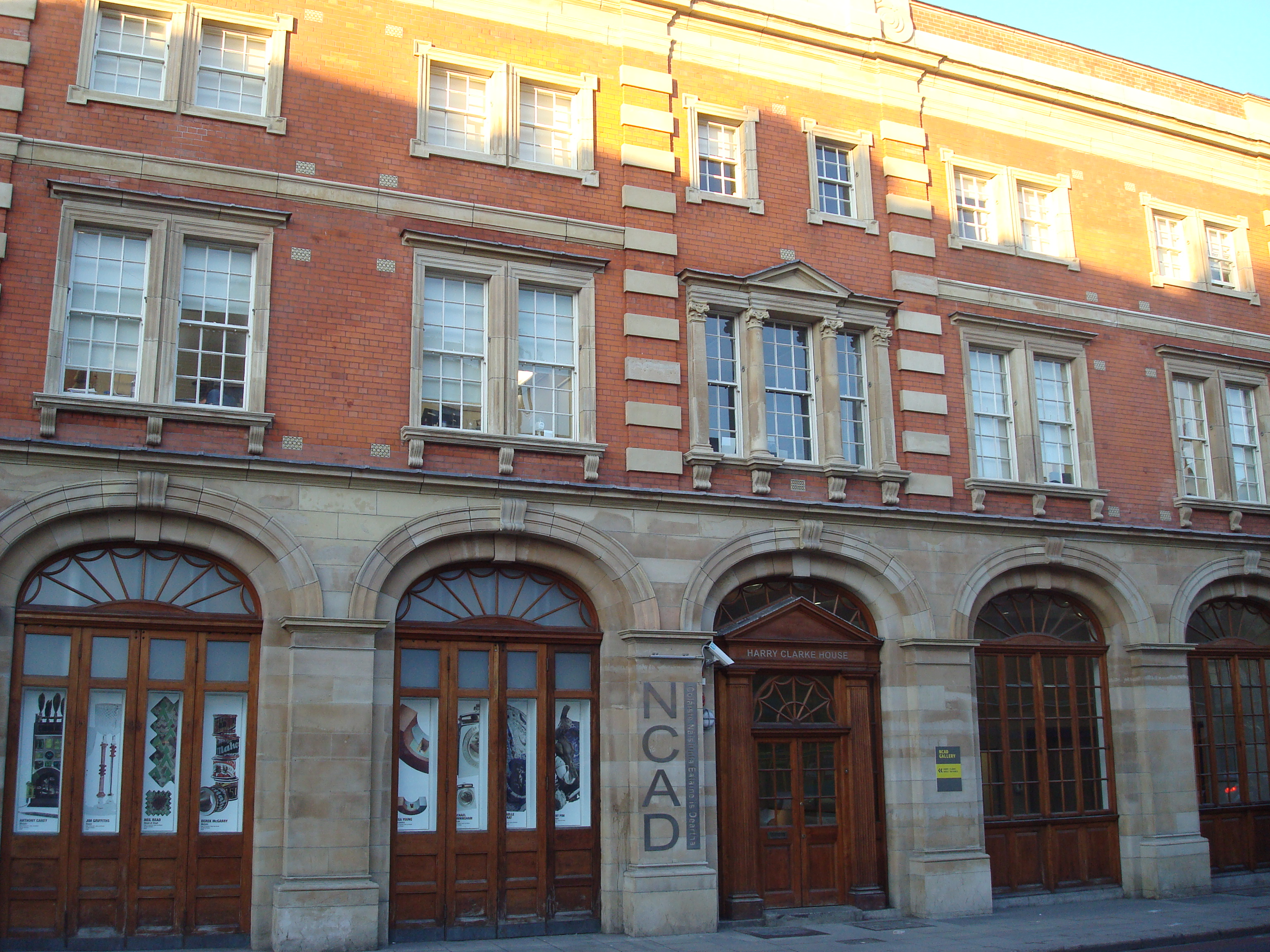
Aspecte actual de l' Escola Nacional d'Art i Disseny.

Des de molt jove, Harry es va interessar per la lectura, va conèixer l'art visual, especialment el de l'anomenat modernisme, i el 1905 començaria a aprendre l'art del vitrall al taller patern on passaria moltes hores.
Va rebre la seva educació secundària al Belvedere College de Dublín, una institució dels jesuïtes propera a la casa familiar. Ja aleshores mostrava un considerable talent i un interès per les arts plàstiques.
De xicot, a l'Exposició Internacional d'Irlanda de 1907, va contemplar per primera vegada l'obra d'un dels artistes que més influirien en el seu treball posterior: Aubrey Beardsley. De la mateixa manera, li agradaven els estils de Dante Gabriel Rossetti i E.J. Sullivan.
Aquest mateix any va començar a assistir a les classes diàries a l'Escola d'Art de Dublín (Dublin Art School), anomenada avui Escola Nacional d'Art i Disseny (en irlandès, Coláiste Náisiúnta Ealaíne is Deartha; en anglès, National College of Art and Design), i allà va continuar l'aprenentatge que havia iniciat al taller del seu pare, on continuava treballant.
En aquesta mateixa etapa de la seva vida, per la seva obra The Consecration of St. Mel, Bishop of Longford, by St. Patrick (La consagració de Sant Mel, bisbe de Longford, per Sant Patrici) va obtenir la medalla d'or de vitralls al concurs nacional de 1910 convocat per la Junta d'Educació (Board of Education)

## Il·lustració de llibres
Aquest mateix any, per prosseguir amb el seu aprenentatge en el camp que l'interessava i aprofitant una beca que li havia estat concedida, es va traslladar a Londres, i allà va cercar feina a la il·lustració de llibres. Va contractar els seus serveis l'editorial de George G. Harrap, que li va fer dos encàrrecs que no arribarien a complir-se, parcialment per desavinences. Un era la il·lustració del poema The Rime of the Ancient Mariner (Rima de l'ancià mariner), de Samuel Taylor Coleridge. Clarke va posar mans a l'obra, però el treball que va arribar a fer va ser destruït durant l'Alçament de Pasqua, el 1916. L'altre encàrrec era per a una edició il·lustrada El rínxol violat (The Rape of the Lock), d'Alexander Pope.
Malgrat tot, el mateix any 1916 seria el del seu primer treball portat a la impremta: una edició il·lustrada dels contes de fades de Hans Christian Andersen, amb 16 làmines en color i més de 24 monocromàtiques.

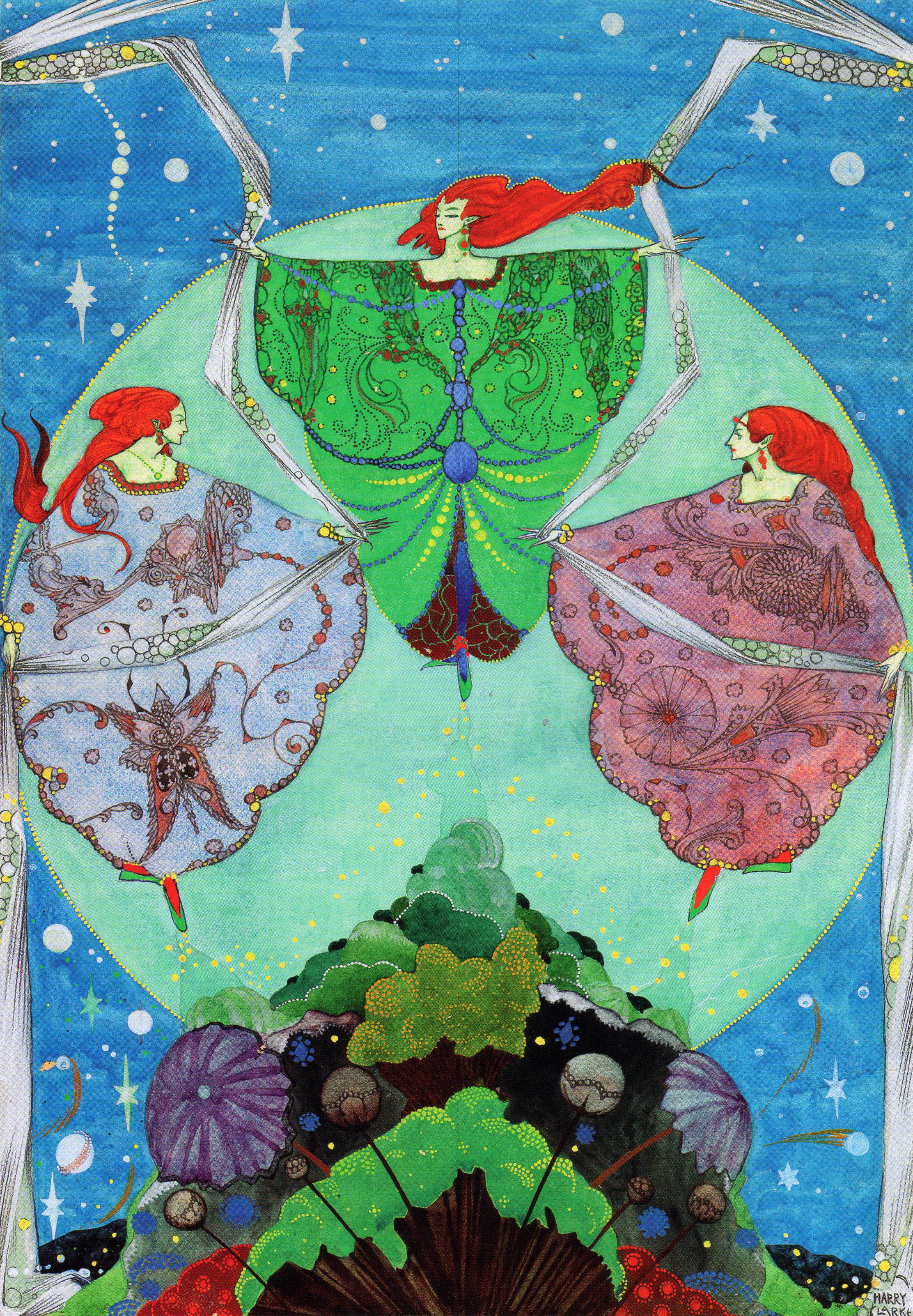
Il·lustració per les contes de Hans Christian Andersen.

El 1919, es va publicar una edició d'històries d'Edgar Allan Poe reunides a la col·lecció Contes de misteri i d'imaginació (Tales of Mystery & Imagination), amb il·lustracions en blanc i negre de Harry Clarke. Es publicaria una altra edició el 1923 amb 8 làmines a color i més de 24 monocromàtiques, també de l'autoria de Clarke totes. Els treballs de Clarke per a aquesta última edició li van assolir una bona reputació com a il·lustrador. Era aquella l'època daurada dels calendaris de regal (gift-books), i el treball de Clarke podia ser comparat i es pot comparar, amb els de l'anglès Aubrey Beardsley, el danès Kay Nielsen i el francès Edmund Dulac.
A aquest treball el van seguir: 
- 1920: Les il·lustracions per a The year's at the spring; an anthology of recent poetry, preparada per Lettice D'Oyly Walters. Eren 12 làmines a color i més de 14 monocromàtiques.[1][2]
- 1922: Les il·lustracions per als contes de fades de Charles Perrault.[3]
- 1924: A History of a Great House (Història d'una gran casa), que es tractava d'un fullet de promoció del whisky Jameson, enquadernat en rústica.[4]
- 1925: Les il·lustracions per al Faust de Goethe. Aquesta edició comptava amb 8 làmines a color i altres 70, unes monocromàtiques i d'altres bicolors. Aquesta és potser la seva obra més coneguda, i prefigura el que seria després la imatgeria de la Psicodèlia.[5][6]
- 1925: Les il·lustracions per a Elixir of Life (L'elixir de la vida), de Geofrey Warren: una altra obra publicitària de la marca de whisky Jameson, amb il·lustració de Clarke a cada pàgina. Es considera que aquest llibre és el més bonic de quants s'han publicat sobre aquesta beguda. Es conserva un exemplar a la Biblioteca Nacional d'Irlanda.[4]
- 1928. El seu últim treball d'il·lustració conegut va ser per a una antologia de l'obra d'Algernon Charles Swinburne: Selected Poems (Poemes escollits).

## Vitralls

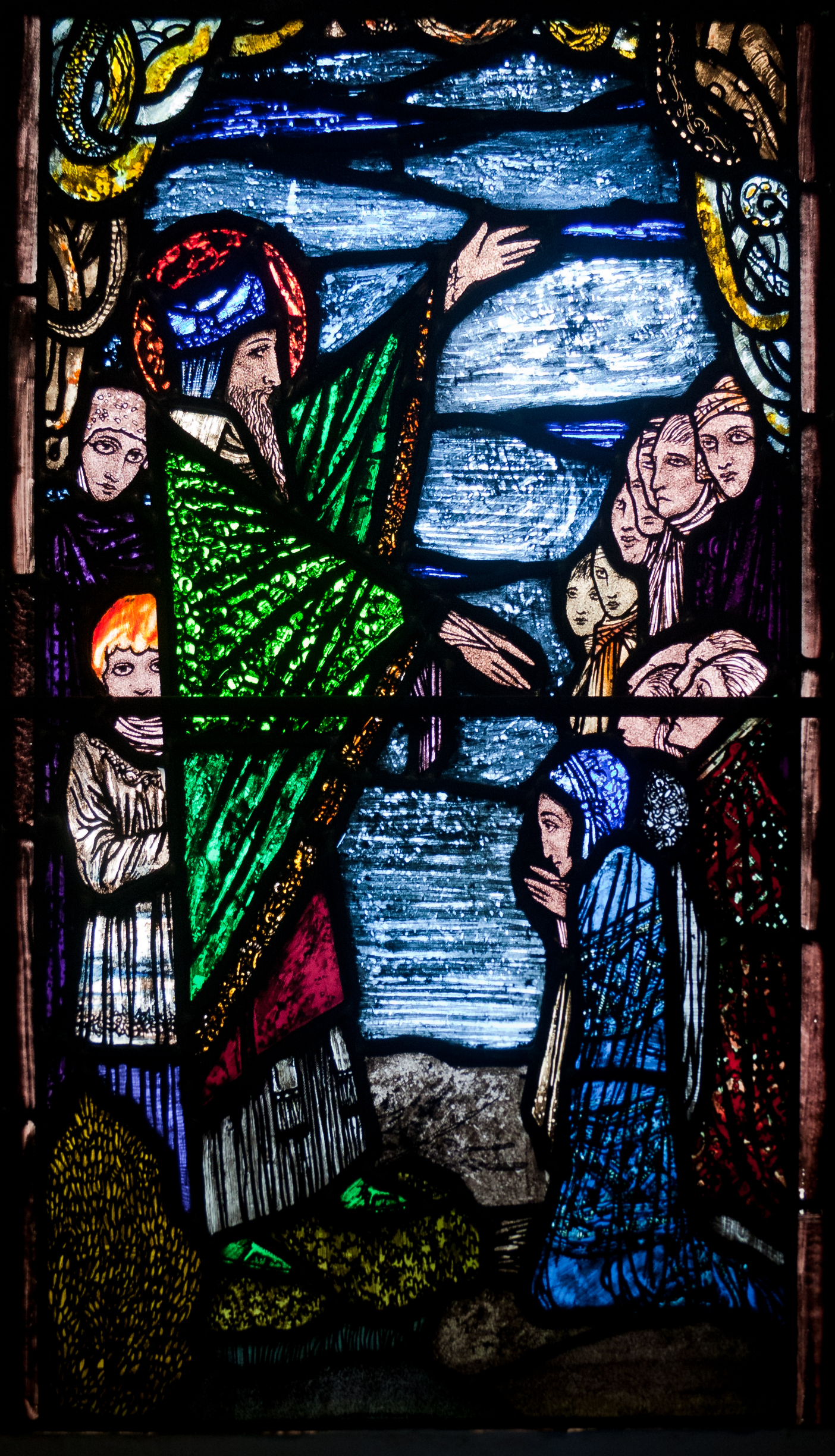
Sant Patrici predicant. El vitrall va ser encarregat a Clarke el 1925 per a l'església de Sant Miquel (Ballinasloe, a l'extrem oriental de Galway).

Joshua Clarke havia mort el 1921, i Harry i el seu germà Walter s'havien fet càrrec del taller. Des de 1917 fins a 1928, els germans Walter i Harry Clarke, que s'havien casat amb les germanes Margaret i Minnie Crilly havien fet més de 130 vitralls, acceptant més de 40 encàrrecs entre els fets per entitats de les Illes Britàniques, de l'Àfrica i d'Austràlia.
La vidrieria de Harry Clarke presenta les següents característiques: 
- La finesa del dibuix, inhabitual en aquest art.
- La riquesa cromàtica, suscitada en bona part per una visita que havia fet de jove a la catedral de Chartres per veure les vidrieres d'aquest temple. Clarke era molt afeccionat a la gamma del blau fosc.
- La integració de les tires de plom que uneixen les peces del vitrall com a part del disseny general d'aquest. Potser el seu ús del traç gruixut a les il·lustracions monocromes derivi de la seva tècnica a la vidrieria.

L'obra de Clarke en aquest camp consta de molts treballs religiosos, però també de molts profans: 
- A l'obra religiosa, destaquen els treballs de la Capella Honan de l'University College Cork (Col·legi Universitari de Cork), constituent de la Universitat Nacional d'Irlanda. Harry Clarke va acabar aquesta feina el 1917.
- Treballs destacats de la seva obra profana: 
  - La vidriera que il·lustra el poema de 1819 de John Keats La vigília de Sta. Agnès (The Eve of St. Agnes). Aquesta vidriera es conserva avui a la Galeria Municipal Hugh Lane de Dublín.
  - La Vidriera de Ginebra (Geneva Window).

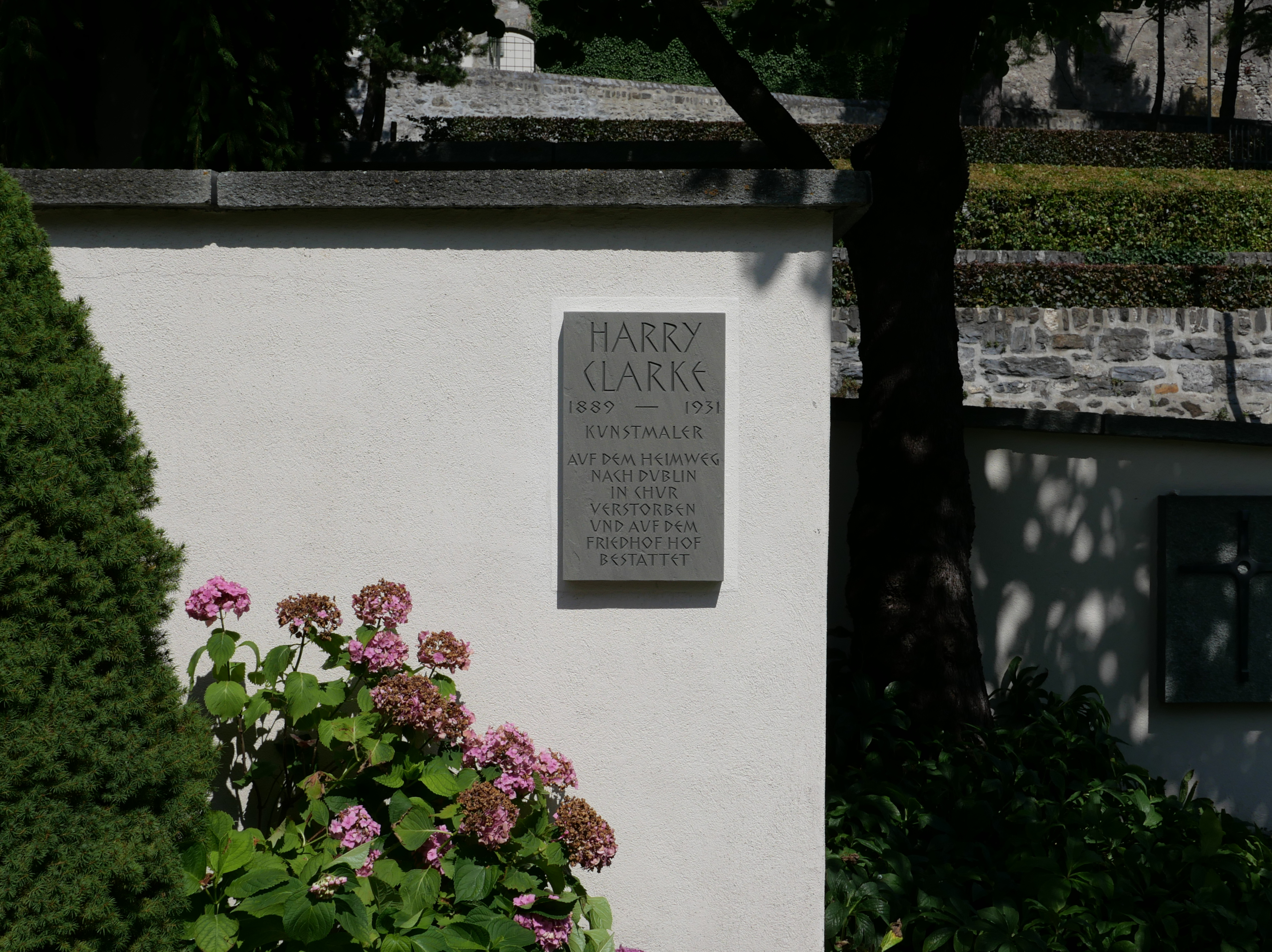
Una placa commemorativa al cementiri Hof de Coira, cantó dels Grisons a Suïssa, per Clarke que va morir a Chur mentre viatjava a la seva ciutat natal de Dublín i hi va ser enterrat.

Potser els seus vitralls més contemplats hagin estat els destinats a adornar l'establiment Bewley's Cafè del carrer Grafton de Dublín.

## Mort dels germans Clarke
Potser esgotats per l'intensitat del seu treball o intoxicats pels productes que empraven, Walter i Harry Clarke van morir amb poc temps de diferència: Walter, cap a 1930; i Harry, a començaments de 1931, afectat de tuberculosi, mentre intentava refer-se a Suïssa: no havia complert encara els 42 anys.